# Elisabeta Lazăr
Elisabeta Lazăr (* 22. August 1950 in Arad als Erzsébet Lázár) ist eine ehemalige rumänische Ruderin.

## Biografie
Elisabeta Lazăr wurde 1970 und 1971 mit dem Doppelvierer Europameister und gewann 1973 die Silbermedaille. Bei den Weltmeisterschaften 1974 in Luzern gewann sie in selbiger Klasse Silber und bei den Olympischen Sommerspielen 1976 in Montreal gewann sie Bronze in der Regatta mit dem Doppelvierer.